# زیلبرهاوزن
زیلبرهاوزن (به آلمانی: Silberhausen) یک شهر در آلمان است که در آیشسفلد واقع شده‌است. زیلبرهاوزن ۶۹۲ نفر جمعیت دارد.